# Marcus O'Sullivan
Marcus O'Sullivan (* 22. prosince 1961, Cork) je bývalý irský sportovec, atlet, jehož hlavní disciplínou byl běh na 1500 metrů. Je trojnásobným halovým mistrem světa a halovým vicemistrem Evropy.
Irsko reprezentoval na čtyřech letních olympijských hrách. V Los Angeles 1984, v Soulu 1988, v Barceloně 1992 a v Atlantě 1996. Nejlepšího výsledku dosáhl v jihokorejském Soulu, kde ve finále doběhl jako osmý v čase 3:38,39.
Na mistrovství Evropy ve Stuttgartu 1986 obsadil šesté místo (3:42,60). Na třetím halovém mistrovství světa v Seville 1991 doběhl na čtvrtém místě.